# Critiche al cristianesimo
Le critiche alle dottrine e alle pratiche del cristianesimo, da non confondere con gli atteggiamenti negativi o l'opposizione generale nei confronti dei cristiani (vedi cristianofobia), hanno una lunga storia che si estende fin dall'iniziale formazione della nuova religione durante l'impero romano. I critici hanno attaccato le credenze e gli insegnamenti cristiani, nonché le azioni da loro condotte che vanno dalle persecuzioni contro gli ebrei e i pagani alle crociate nel Medioevo, dall'Inquisizione alle guerre di religione, dal moderno fondamentalismo cristiano al terrorismo cristiano.
Gli argomenti intellettuali contro il cristianesimo comprendono le supposizioni che la vogliono come una fede che incita alla violenza, fatta di corruzione e di superstizione e ricolma di pregiudizio, fino alle accuse di politeismo (riferite alla dottrina trinitaria) e di bigottismo.
Nel corso della storia del cristianesimo, il filosofo neoplatonico Porfirio (234-305) emerse come uno dei maggiori critici, con il suo libro Contro i cristiani (Adversus Christianos); Porfirio sostenne che il cristianesimo fosse essenzialmente fondato su false profezie le quali non si erano ancora realizzate.
A seguito dell'adozione del cristianesimo come religione di Stato, tutte le voci religiose dissenzienti furono gradualmente soppresse sia dal governo politico sia dalle autorità ecclesiastiche.
La Riforma protestante portò ad una divisione radicale del cristianesimo europeo e ciò fece riaccendere le voci critiche sulla fede cristiana, sia dall'interno che dal suo esterno. Con la rivoluzione scientifica e l'età dell'Illuminismo, il cristianesimo sperimentò ulteriori attacchi da parte di grandi pensatori e filosofi come Voltaire, David Hume, Thomas Paine e il barone Paul Henri Thiry d'Holbach, a cui seguì la scristianizzazione della Francia durante la Rivoluzione francese.
Il tema centrale di queste critiche fu la negazione della precisione storica della Bibbia cristiana e la percezione della corruzione delle autorità religiose. Altri pensatori, come Immanuel Kant, lanciarono i primi assalti sistematici e completi alla teologia cristiana, tentando di confutarne gli argomenti teistici sull'esistenza di Dio.
Durante la storia moderna il cristianesimo affrontò critiche sostanziali da una vasta gamma di movimenti politici e di ideologie. Alla fine del XVIII secolo la Rivoluzione francese ebbe tutta una serie di politici e filosofi che criticarono - anche aspramente - le dottrine cristiane tradizionali, precipitando in un'ondata di anticlericalismo e laicismo durante la quale furono chiuse centinaia di chiese e migliaia di sacerdoti vennero deportati.
Dopo la rivoluzione i più eminenti filosofi del liberalismo e del comunismo, come John Stuart Mill e Karl Marx, criticarono la dottrina cristiana per il motivo che era asservita al conservatorismo e all'antidemocrazia. Friedrich Nietzsche affermò che il cristianesimo promuovesse una sorta di "morale degli schiavi" (vedi Moralità signore-servo), che non faceva altro che sopprimere i desideri presenti nella volontà umana.
La Rivoluzione d'ottobre attuata dal bolscevismo, la Rivoluzione comunista cinese e molti altri movimenti rivoluzionari contemporanei hanno anch'essi portato ad una critica serrata della religione cristiana.
La risposta formale dei cristiani a tali critiche è descritta come apologetica cristiana. I filosofi come Agostino d'Ippona e Tommaso d'Aquino sono stati solo alcuni dei più importanti difensori della religione cristiana sin dalla sua fondazione.

## Testi sacri del cristianesimo

### Critica biblica
La critica biblica comprende una varietà di metodi utilizzati dall'Illuminismo nei primi decenni del XVIII secolo, quando gli studiosi cominciarono ad applicare ai documenti biblici gli stessi metodi e le prospettive già applicate ad altri testi letterari e filosofici. Esso è un termine ombrello che copre varie tecniche usate in linea di principio dai teologi liberali cristiani per studiare approfonditamente il significato dei vari passaggi biblici.
Essa utilizza principi storici generali basandosi fondamentalmente sulla ragione piuttosto che sulla rivelazione o sulla fede. Vi possono essere quattro tipi principali di critica biblica:
- critica testuale - un'analisi dei documenti letterari, in particolare quelli biblici, per scoprire le prime tradizioni orali su cui si basavano (storie, leggende, miti ecc.);
- critica della tradizione - un'analisi che si concentra su come le tradizioni religiose si sono sviluppate ed evolute nel corso del tempo durante il quale è stato scritto il testo;
- critica maggiore - lo studio delle fonti e dei metodi letterari impiegati dagli autori biblici[8][9];
- critica minore - la disciplina e lo studio della formulazione attuale del testo biblico, una ricerca della purezza e della comprensione testuale[9].

#### Critica testuale
All'interno dei numerosi manoscritti biblici esiste un'ampia serie di varianti testuali. La stragrande maggioranza di queste varianti è rappresentata dall'incosequenzialità e dagli errori d'ortografia delle parole, dal disordine delle varianti, oltre che dalle abbreviazioni e dagli errori di trascrizione. Critici testuali come Bart Ehrman hanno proposto che alcune di queste varianti e interpolazioni testuali siano teologicamente motivate. Le conclusioni di Ehrman e le scelte fatte sulle varianti testuali sono state contestate da alcuni critici come Craig Blomberg, Daniel Baird Wallace e Thomas Howe.
Nel tentativo di determinare con la massima esattezza possibile il testo originale dei libri del Nuovo Testamento alcuni critici testuali moderni hanno identificato sezioni che con molta probabilità non sono originali. Nelle moderne traduzioni della Bibbia i risultati della critica testuale hanno condotto a considerare determinati versetti di natura dubbia (e lasciati pertanto fuori dal testo) o contrassegnati come non originali. Queste possibili aggiunte e interpolazioni successive includono le seguenti:
- la fine del Vangelo di Marco (cap. 16);
- la storia presente nel Vangelo di Giovanni sulla donna caduta in adulterio (la celebre Pericope dell'adultera 7-53-8,11);
- un riferimento esplicito alla Trinità presente nella Prima lettera di Giovanni (il Comma Johanneum).

La maggior parte delle Bibbie contiene note a piè di pagina per indicare quei passaggi che sono stati contestati in quanto non presenti nei manoscritti più antichi. I commenti biblici discutono anche di questi, a volte nel massimo dettaglio.
Nella loro edizione del testo neotestamentario Kurt Aland e Barbara Aland confrontano il numero totale di versetti privi di varianti per pagine (escludendo gli errori ortografici) tra le sette maggiori edizioni del Nuovo Testamento in lingua greca: (quella di Konstantin von Tischendorf, di Westcott-Hort, di Hermann von Soden, di Vogels, di Merk, di Bover e il Novum Testamentum Graece di Nestle-Aland) con il risultato di un accordo del 62,9%, o 4999 su 7947.. Essi hanno concluso:
Con la scoperta di ampi frammenti della Bibbia ebraica tra i Manoscritti del Mar Morto sono state sollevate domande circa l'accuratezza testuale del Testo masoretico; cioè se il testo masoretico che costituisce la base delle più moderne traduzioni dell'Antico Testamento sia più accurato rispetto ad altre traduzioni come la Septuaginta, la Peshitta siriaca e il Pentateuco samaritano.

### Mancanza di consistenza interna
Una varietà di incongruenze sono state segnalate sia dai critici, sia dagli scettici, che vengono presentate come difficoltà oggettive presenti in moltissimi passi con le stesse caratteristiche, ma in una sequenza differente, per quello che si suppone essere uno stesso evento. Le risposte a queste critiche includono l'ipotesi documentale moderna, la teoria delle due fonti (ipotesi di una doppia origine, in varie forme) e l'attribuzione dei Vangeli e di altri scritti del Nuovo Testamento, come le lettere pastorali, ad autori pseudonimi.
Si oppongono a queste posizioni critiche le tesi sostenute dai tradizionalisti che considerano i testi della Torah provenienti da un'unica fonte; mentre i Vangeli sarebbero di quattro testimoni indipendenti e tutte le Lettere di Paolo, tranne la Lettera agli ebrei, come scritte di suo pugno.
Mentre la considerazione del contesto risulta essere necessaria quando si studia la Bibbia, alcuni ritengono i resoconti della risurrezione di Gesù, presenti nei quattro Vangeli,  difficili da conciliare tra loro. Ed Parish Sanders conclude affermando che le incongruenze presenti rendono improbabile la possibilità di una frode deliberata:
Harold Lindsell sottolinea che è "una grossolana distorsione" affermare che le persone credenti nell'Infallibilità delle Scritture suppongono che ogni dichiarazione fatta dalla Bibbia corrisponda ad una precisa Verità (in contrasto con l'esattezza).
Lindsell indica che all'interno del testo biblico vi sono espressioni ingannevoli che vengono segnalate con accuratezza; ad esempio che Satana è un bugiardo le cui menzogne vengono accuratamente segnalate da ciò ch'egli ha affermato in precedenza. I sostenitori dell'infallibilità generalmente non insegnano che la Bibbia sia stata dettata direttamente da Dio, bensì che Dio usò "le personalità distinte e gli stili letterari dei vari scrittori" e che l'ispirazione divina li guidava perfettamente a rendere impeccabile il Suo messaggio attraverso la loro lingua e personalità distinte.
Coloro che credono nell'ispirazione delle Sacre Scritture sostengono che esse sono "infallibili", ossia esenti da errori nelle verità che esprime attraverso i loro caratteri in quanto Parola di Dio. Tuttavia la portata di ciò che questo implica è oggetto di disputa, in quanto il termine comprende le disposizioni di "fede e ragione", con alcune confessioni cristiane le quali ritengono che i dettagli storico-scientifici - che potrebbero anche risultare irrilevanti per questioni di fede e pratica cristiana - possono anche contenere degli errori o inesattezze.
Alcuni studiosi assumono opinioni più forti, ma per alcuni versi queste posizioni richiedono un lavoro esegetico che può condurre a controversie; paragonare ad esempio il serio dibattito sul tema relativo alla "chiarezza", comporta discussioni bibliche e filosofiche.
L'infallibilità si riferisce ai testi biblici originali e tutti i principali studiosi riconoscono potenziali errori umani nella trasmissione e nella traduzione; tuttavia, attraverso l'utilizzo della critica testuale, le moderne edizioni critiche sono considerate come "rappresentazioni fedeli dell'originale" e la nostra comprensione della lingua originale è sufficientemente buona per ottenere una traduzione accurata. L'opinione opposta afferma invece che vi siano troppe corruzioni, o che le traduzioni siano troppo difficoltose, per poter raggiungere un pieno accordo con i testi moderni.

### Profezie non realizzate
Centinaia di anni prima della nascita di Gesù, i profeti ebrei annunciarono il futuro avvento di un Messia. L'ebraismo afferma che Gesù non ha realizzato queste profezie; mentre altri scettici sostengono solitamente che tali profezie sono o molto vaghe o non pienamente soddisfatte, o che gli scritti dell'Antico Testamento influenzarono la composizione dei racconti del Nuovo Testamento.
L'apologetica cristiana invece afferma che Gesù abbia adempiuto a queste profezie che, si sostiene, è quasi impossibile che si siano potute realizzare per caso. Molti cristiani inoltre predicono una seconda venuta di Gesù, quando compirà il resto della profezia messianica, come il Giudizio universale, la risurrezione generale dalla morte, l'istituzione del Regno dei Cieli e l'istituzione dell'era messianica; l'insieme di queste opinioni escatologiche vengono definite col termine di preterismo.
Il Nuovo Testamento traccia la linea di discendenza di Gesù e quella di Davide. Tuttavia, secondo Stephen L. Harris:
I predicatori cristiani contraddicono quest'affermazione dichiarando che queste profezie saranno realizzate da Gesù nel corso del "Regno Millenario" dopo la "Grande Tribolazione", secondo le profezie del Nuovo Testamento (soprattutto 'l'Apocalisse di Giovanni).
Il teologo ebreo del XVI secolo Isaac de Troki, vissuto a Trakai in Lituania, scrisse un'opera intitolata Chizzuk Emunah tentando di confutare che Gesù fosse il Messia profetizzato nell'Antico Testamento e che il cristianesimo rappresentasse la "Nuova Alleanza" di Dio. Egli identificò sistematicamente tutta una serie d'incongruenze presenti all'interno del Nuovo Testamento, contraddizioni tra il Nuovo Testamento e l'Antico ed infine tutte quelle profezie presenti nell'Antico Testamento che sono rimaste disattese nel corso della vita di Gesù. Mise inoltre in discussione alcune pratiche cristiane, come la "domenica sabbatina". Scritta originariamente per gli ebrei per convincerli a non convertirsi, l'opera venne infine letta anche dai cristiani. Mentre il celebre ebraista cristiano Johann Christoph Wagenseil tentò un'elaborata confutazione degli argomenti presentati da de Troki, la sua traduzione in lingua latina non fece altro che aumentare l'interesse per l'opera, ispirando più tardi i liberi pensatori: Chizzuk Emunah venne elogiato come un capolavoro da Voltaire.
D'altra parte Blaise Pascal nei suoi Pensieri credette che "le profezie sono la prova più forte di Gesù Cristo"; disse che Gesù fu "pronosticato" e che le profezie provenissero da una successione di persone lungo un arco di tempo di quattromila anni.
L'apologista Josh McDowell difende l'idea dell'adempimento della profezia contenuta nell'Antico Testamento così come viene sostenuto dal cristianesimo, dichiarando che le profezie realizzate da Cristo includono anche quelle relative alla sua linea di discendenza ancestrale, il luogo di nascita, la verginità di Maria, i miracoli, il modo della morte ed infine anche la risurrezione. Egli inoltre afferma che il tempo del Messia in relazione agli anni e agli eventi è previsto e che lo stesso Talmud (non accettando Gesù come Messia) lamenta il fatto ch'egli non fosse apparso nonostante il fatto che lo "Scettro fosse stato tolto da Giuda".

#### Traduzione diAlmahcome "vergine"
Il Vangelo di Matteo 1:22-23 dice: "ora tutto questo è accaduto affinché si potesse adempiere quello che è stato proclamato dal Signore per bocca del profeta, dicendo: Ecco, una vergine concepirà e darà alla luce un figlio, e il suo nome sarà Emmanuele, che viene interpretato come Dio-con-noi". Già nel II secolo i critici ebrei sostennero che i cristiani si fossero sbagliati nella lettura della parola almah ("עלמה") presente nel Libro di Isaia 7:14.
Tra le traduzioni dall'ebraico del versetto del Libro di Isaia si può leggere: "Ecco la giovane donna rimarrà incinta"; inoltre viene affermato che i cristiani hanno preso questo versetto del tutto al di fuori dal proprio contesto originario.
Il testo in lingua greca di Matteo 1,23 utilizza il termine "parthenos", che è la parola greca solitamente usata per indicare una vergine: "ιδού η παρθένος εν γαστρί έξει και τέξεται υιόν και καλέσουσιν το όνομα αυτού Εμμανουήλ ο έστιν μεθερμηνευόμενος μεθ' ημών ο Θεός".
La lingua ebraica (che va da destra a sinistra) di Isaia 7,14 utilizza la parola almah: "יד לָכֵן יִתֵּן אֲדֹנָי הוּא, לָכֶם--אוֹת: הִנֵּה הָעַלְמָה, הָרָה וְיֹלֶדֶת בֵּן, וְקָרָאת שְׁמוֹ, עִמָּנוּ אֵל.". "Perciò il Signore stesso ti darà un segno: ecco, la giovane donna concepirà e partorirà un figlio". La traduzione delle scritture ebraiche in greco, in uso durante il I secolo (la Septuaginta) usa però la parola "parthenos" piuttosto che la parola greca solitamente utilizzata per indicare una giovane donna, cioè "neanis".
Il termine greco παρθένος (parthenos) viene considerato da molti come una resa inesatta della parola ebraica almah presente nel testo di Isaia, ma questo solo alla luce del Testo masoretico, realizzato quasi mille anni dopo la Septuaginta.
Alcuni studiosi sostengono che i dibattiti sorti sul significato preciso di bethulah ("בתולה" - vergine) e di almah (giovane donna) sono errati poiché nessuna parola ebraica include l'idea di una verginità certa. Martin Lutero sostenne anche che il dibattito fosse irrilevante, non perché le parole non significassero chiaramente "vergine", ma perché almah e bethulah erano sinonimi funzionali.

#### Profezia del Nazareno
Un altro esempio è costituito dal "Nazareno" presente nel Matteo 2,23: "e giunto là si stabilì in una città chiamata Nazareth, affinché si possa adempiere ciò che è stato detto dai profeti, sarà chiamato Nazareno". Il sito web "Jews for Judaism" afferma che "dal momento che un Nazareno è un residente della città di Nazareth e dal fatto questa città ancora non esisteva a quel tempo, è impossibile trovare questa citazione nelle Scritture ebraiche. Essa è stata molto semplicemente inventata".
Tuttavia un'opinione comune è quella che vuole il versetto del Nuovo Testamento basarsi su un passaggio relativo al Nazireato, sia perché si trattò di un malinteso comune all'epoca, sia per la volontà di riesaminare il termine utilizzato durante le Origini del cristianesimo. Un'altra ipotesi è quella che Matteo stava giocando sulla somiglianza della parola ebraica nezer (tradotto come "tronco" o "germe" rispettivamente in Isaia 11,1 e nel Geremia 23,5) con i nazorai greci, qui tradotto come «Nazareno».
I cristiani suggeriscono anche che, usando una citazione indiretta del termine plurale dei profeti, "Matteo stava solo dicendo che vivendo a Nazareth, Gesù stava compiendo le molte profezie dell'Antico Testamento per cui sarebbe stato disprezzato e respinto" (Vedi Salmi 22,6-8; Salmi 22,13; Salmi 69,8; Salmi 69,20-21; Isaia 11,1; 49,7; Isaia 53,2-3; Isaia 53,8; Dan 9,26). Questo viene ben illustrato dalla risposta iniziale data da Filippo nel Giovanni 1,46 all'idea che Gesù avrebbe potuto essere il Messia: "Nazareth! Qualcosa di buono può venire da lì?".

### Interpretazione selettiva
I critici sostengono che l'invocazione selettiva di porzioni dell'Antico Testamento sia in realtà essenzialmente ipocrita, soprattutto quando quelle citazioni appoggiano l'ostilità verso le donne e gli omosessuali, essendo quelle parti considerate obsolete. L'intera Legge mosaica viene descritta nella Galati 3,24-25 come un ammaestramento che non è più necessario, in accordo con quelle interpretazioni che vedono anche l'antinomismo nel Nuovo Testamento.
D'altro canto molte leggi e precetti presenti nell'Antico Testamento sono viste per essere state specificamente abrogate dal Nuovo, come ad esempio la circoncisione, anche se ciò può semplicemente fornire un parallelo alle Sette leggi di Noè. D'altra parte altri passaggi sono a favore della legge, come la Romani 3,31: "Noi aboliamo la Legge per la fede? Certamente no! Al contrario, noi stabiliremo la Legge".

### Traduzioni errate
La traduzione biblica ha dato origine ad un certo numero di problemi, poiché le lingue originali sono spesso molto diverse sia nella grammatica sia nel significato esatto da dare a singole parole. Mentre la "Dichiarazione di Chicago sull'inerranza biblica" (1978) afferma che l'infallibilità delle Scritture si applica solamente alle lingue originarie, alcuni credenti si fidano del fatto che la propria traduzione sia anche la più accurata.
Per leggibilità, chiarezza o per altri motivi i traduttori possono scegliere una struttura o una frase diversa ed alcune di queste traduzioni possono scegliere di parafrasare i passaggi in questione. Poiché alcune parti delle parole in lingua originale posseggono significati ambigui o difficili da tradurre, si verificano dibattiti sulla corretta interpretazione.
Le critiche vengono sollevate anche a causa delle incoerenze che si possono verificare tra le differenti traduzioni del testo ebraico o greco. Alcune interpretazioni cristiane vengono criticate in quanto riflettenti specifiche tesi dottrinali o per le variazioni possibili di lettura presenti tra il Testo masoretico e la Septuaginta, spesso citati nel Nuovo Testamento.

## Critiche al comportamento storico dei cristiani
Alcune interpretazioni di certe decisioni morali presenti nella Bibbia sono considerate eticamente discutibili da molti gruppi moderni. Alcuni dei brani più comunemente criticati includono il colonialismo, la sottomissione delle donne, l'intolleranza religiosa, la condanna dell'omosessualità e il sostegno all'istituto della schiavitù presenti sia nell'Antico Testamento sia nel Nuovo Testamento.

### Colonialismo e imperialismo
Il cristianesimo e il colonialismo vengono spesso strettamente associati in quanto sia il cattolicesimo sia il protestantesimo furono le religioni predominanti delle maggiori potenze coloniali europee ed agirono in molti casi come un vero e proprio "braccio religioso" di tali poteri.
Inizialmente i missionari cristiani furono ritratti come dei "santi visibili, figure esemplari di pietà ideale in un mare di persistente ferocia". Tuttavia quando l'era coloniale si approssimò alla seconda metà del XX secolo i missionari vennero considerati come "truppe d'urto ideologico per l'invasione coloniale, di uno zelo accecato".
Ma lo stesso cristianesimo ha rivolto critiche al colonialismo in quanto i suoi principi religiosi sono stati usati per giustificare le azioni dei coloni; ad esempio lo storico britannico Michael Wood afferma che i popoli indigeni sono stati considerati praticamente come degli esseri non-umani e che i colonizzatori sono stati formati da "secoli di etnocentrismo e di monoteismo cristiano, che ha sempre sostenuto una sola verità (la propria), un solo tempo cronologico (quello 'dopo Cristo') e un'unica versione della realtà".

### Schiavitù
Alle origini del cristianesimo si accetto, s'ignorò o ci si oppose alla schiavitù, alternativamente e a seconda dei casi. Le prime prospettive cristiane nei confronti della schiavitù furono formulate all'interno del contesto delle radici del cristianesimo primitivo derivante ancora massicciamente dall'ebraismo e come parte della più ampia cultura dell'impero romano. Sia l'Antico Testamento sia il Nuovo Testamento riconoscono come un dato di fatto l'esistenza della schiavitù.

Paolo di Tarso affrontò l'argomento nella sua Lettera agli Efesini 6: 5-8; egli non condanna ma neanche perdona l'istituzione. Nulla in quel passaggio afferma che la schiavitù possa essere un istituto naturalmente valido o divinamente concesso. Piuttosto la discussione paolina nei riguardi dei doveri degli schiavi cristiani e sulle responsabilità dei padroni cristiani trasforma l'istituzione, anche se l'affermazione non è sufficiente per chiederne un'abolizione definitiva.
Nel mondo antico lo schiavo era poco più di un oggetto. Aristotele ebbe a scrivere che non si potrebbe mai avere amicizia tra padrone e schiavo, in quanto i due non posseggono alcunché in comune: "uno schiavo è uno strumento vivente, proprio come uno strumento è uno schiavo inanimato". Le parole di Paolo risultano essere completamente differenti; egli chiama lo schiavo "schiavo di Cristo", colui cioè che desidera compiere la volontà divina e che riceverà un contraccambio per qualunque cosa egli faccia.
Allo stesso modo il padrone è responsabile davanti a Dio per come tratta lo schiavo, che è in ultima analisi una proprietà di Dio. Questo è un altro modo di dire che lo schiavo, non meno del padrone, è stato fatto ad immagine e somiglianza di Dio: in quanto tale possiede un valore inestimabile e una grande dignità e dev'essere trattato correttamente.
In una simile cornice la schiavitù, pur rimanendo sempre schiavitù, non potrebbe mai essere la stessa istituzione dei pagani. La tradizione vuole che Papa Pio I (158-167 circa) e Papa Callisto I (217-222) fossero stati degli ex schiavi.
A partire dal Medioevo la comprensione cristiana della schiavitù venne sottoposta ad un significativo conflitto interno ed subì un cambiamento drammatico. Quasi tutti i leader cristiani prima della fine del XVII secolo riconobbero la schiavitù, entro specifiche delimitazioni bibliche, perfettamente coerente con la teologia cristiana. Il versetto fondamentale per giustificare la schiavitù fu quello del Libro della Genesi 9: 25-27: "Sia maledetto Canaan! Il più infimo degli schiavi sarà davanti ai suoi fratelli... Benedetto Sem! Ma sia Canaan suo schiavo. Dio accresca Iafet... Ma sia Canaan suo schiavo"". Ciò venne interpretato per significare che gli africani fossero i diretti discendenti di Cam, maledetti e con il "marchio di Cam" sulla fronte, destinati ad essere i servitori dei discendenti di Jafet (gli europei) e di Sem (gli asiatici).
Nei tempi dell'Alto Medioevo la Chiesa scoraggiò la schiavitù in tutto il continente europeo, ed in gran parte riuscendo anche ad eliminarla. Ciò cambiò però radicalmente nel 1452, quando Papa Niccolò V istituì la "schiavitù ereditaria" nei confronti dei musulmani e dei pagani catturati, considerando tutti i non cristiani come nient'altro che dei "nemici di Cristo".

Rodney Stark, esperto di sociologia delle religioni, porta l'argomento secondo cui "per la gloria di Dio il monoteismo ha condotto verso la riforma protestante, il primo sviluppo della scienza moderna, la caccia alle streghe e la fine della schiavitù" (For the Glory of God: How Monotheism Led to Reformations, Science, Witch-Hunts, and the End of Slavery); secondo lui il cristianesimo ha aiutato a porre fine alla schiavitù in tutto il mondo, così come anche il professore dell'università Yale Lamin Sanneh asserisce nel suo Abolitionists Abroad.
Questi autori sottolineano che i cristiani che considerarono la "cattività" come sbagliata sulla base delle proprie convinzioni religiose guidarono anche l'abolizionismo e che molti tra i primi promotori dell'abolizione della schiavitù negli Stati Uniti d'America furono guidati attivamente dalla loro fede cristiana e dal desiderio di mettere in pratica il precetto che vuole che tutte le persone siano uguali di fronte a Dio.
Verso la fine del XVII secolo gli affiliati all'anabattismo cominciarono per primi a criticare la schiavitù; ad essi seguirono le aspre critiche nei confronti dello schiavismo da parte del quaccherismo, dei Mennoniti e degli Amish. Tra questi abolizionisti cristiani vi furono anche personalità di rilievo come William Wilberforce e John Woolman. Harriet Beecher Stowe scrisse il suo celebre libro La capanna dello zio Tom, seguendo le proprie convinzioni cristiane abolizioniste nel 1852.
In precedenza sia in Gran Bretagna sia in America i quaccheri furono attivamente impegnati a favore dell'abolizionismo; proprio un gruppo di quaccheri fondò la prima organizzazione abolizionista inglese ed una loro petizione portò per la prima volta la questione davanti al governo del Regno Unito. I quaccheri continuarono ad essere influenti per tutta la durata del movimento, aprendo in molti modi le vie verso le campagne pubbliche di protesta abolizionista. John Wesley, il fondatore del metodismo, risultò essere fondamentale nell'avvio dell'abolizionismo negli Stati Uniti d'America come un vero e proprio movimento di popolo.

Molti cristiani moderni sono uniti nella loro ferma condanna alla schiavitù in quanto sbagliata e contraria alla volontà divina. D'altra parte gruppi marginali come il Ku Klux Klan e altri gruppi propagatori di odio e propugnatori del razzismo come il fondamentalismo cristiano dei recostruzionisti e il movimento dell'"identità cristiana" i quali addirittura sostengono la reintroduzione della schiavitù. Gli aderenti al recostruzionismo rimangono però pochi ed emarginati tra gli stessi cristiani del conservatorismo.
Tolte queste eccezioni tutti i gruppi di fede cristiana condannano ai giorni nostri la schiavitù, vedendone la pratica come incompatibile con i principi basilari cristiani. Oltre ad aiutare l'abolizionismo molti cristiani hanno compiuto ulteriori sforzi anche per stabilire un qualche forma di "uguaglianza razziale", contribuendo al movimento per i diritti civili degli afroamericani. The African American Review rileva l'importante ruolo di risveglio svolto dalla Chiesa nera all'interno del movimento. Martin Luther King, ministro del Battismo, fu uno dei maggiori leader del movimento americano dei diritti civili nonché presidente della Southern Christian Leadership Conference, un'organizzazione cristiana promotrice dei diritti civili.

### Condizione delle donne nel cristianesimo
Molte esponenti del femminismo hanno criticato nozioni come quelle di un Dio maschio, di profeti tutti maschi e di storie bibliche incentrate esclusivamente sugli uomini; contributi decisivi, questi, atti a perpetuare il concetto patriarcato. Benché molte donne furono discepole e servitrici della fede nel primo cristianesimo - ed il fatto viene registrato nelle Lettere di Paolo - vi sono state anche occasioni in cui esse vennero denigrate e costrette ad uno status di secondo piano.
Ad esempio alle donne è stato imposto di tacere nelle chiese, perché "è una vergogna per la donna parlare in chiesa" (Template:Passo bibilico2). La suffragetta statunitense Elizabeth Cady Stanton ebbe a dire nella sua La Bibbia della donna che "la Bibbia in tutti i suoi insegnamenti degrada le donne, questo a partire dal Libro della Genesi e per finire con l'Apocalisse di Giovanni".
Elizabeth A. Clark, studiosa di patristica all'Università Duke, cita i primi scritti cristiani di autori come Tertulliano, Agostino d'Ippona e Giovanni Crisostomo come esempi di una visione negativa delle donne, che è stata perpetuata nei secoli dalla tradizione della Chiesa. Fino alla seconda parte del XX secolo solo i nomi di pochissime tra le donne contribuirono alla formazione del cristianesimo nei suoi primi anni furono ampiamente riconosciute per la loro importanza: Maria, Maria Maddalena - discepola e prima testimone della risurrezione di Gesù -, Maria di Betania e Marta di Betania, le due sorelle che offrirono ospitalità a Gesù nella loro casa di Betania.
La studiosa dell'Università di Harvard Karen L. King scrive che molte delle donne che hanno contribuito alla formazione del cristianesimo nei suoi primi anni stanno diventando note solo ora; inoltre, conclude, che per secoli in tutto il cristianesimo occidentale Maddalena è sempre stata erroneamente identificata come l'adultera e la prostituta pentita descritta nel Vangelo di Giovanni 8, una connessione presunta dalla tradizione ma la quale non trova nessun riscontro effettivo in alcun luogo del Nuovo Testamento.
Secondo King il Vangelo di Maria mostrerebbe invece quanto ella fosse una figura influente, una discepola di primo piano e leader di un'ala del primo movimento cristiano che promosse la leadership femminile. King afferma che ogni setta presente all'interno dell'antico cristianesimo che avesse sostenuto la presenza femminile a più alti livelli gerarchici vennero alla fine accusate di eresia con la conseguenza che la presenza evidente in ruoli di comando da parte delle donne venne sistematicamente cancellata e soppressa.
La classicista Evelyn Stagg e il teologo neotestamentario del Battismo Frank Stagg nel loro libro a due mani intitolato Woman in the World of Jesus documentano gli atteggiamenti molto sfavorevoli verso le donne che dominavano nel mondo contemporaneo a Gesù. Essi affermano però che non vi è alcun caso registrato in cui Gesù condanni, sminuisca, rimproveri o stereotipizzi una qualsiasi donna; interpretando così gli l'atteggiamenti registrati da Gesù nei confronti delle donne come prova che il fondatore del cristianesimo abbia sempre trattato le donne con una grande dignità e rispetto.
Vari teologi hanno concluso che gli esempi canonici delle maniere usate generalmente da Gesù sono istruttivi per inferire anche i suoi atteggiamenti verso le donne; si possono intravedere costantemente e ripetutamente come egli avesse liberato e affermato le donne. Tuttavia il teologo Schalom Ben-Chorin sostiene che la risposta di Gesù data alla propria madre nel Giovanni 2,4 nel corso delle nozze di Cana (quando le dice "che vuoi da me, o donna?") sia stata una violenta violazione del comandamento che impone di onorare i genitori (Esodo 20,12).

### Conflitto con la scienza
Nel corso del XIX secolo si è sviluppato un modello interpretativo del rapporto tra religione e scienza oggi noto come "teoria del conflitto", secondo cui l'interazione tra la religione e la scienza conduce quasi inevitabilmente all'ostilità e al conflitto. Un esempio popolare è quello riguardante l'idea sbagliata - a cui le persone del Medioevo credevano ciecamente - secondo cui la Terra avrebbe dovuto essere piatta; solo la scienza, liberatasi dal dogma religioso, riuscì a dimostrare che in realtà era sferica. Questa tesi fu un approccio popolare storiografico nei secolo XIX e XX, ma la maggior parte degli studiosi di storia della scienza ai giorni nostri lo rifiuta.
La nozione di una guerra senza tregua tra scienza e religione è rimasta comune nella storiografia scientifica tra il tardo XIX secolo e l'inizio del XX. La maggior parte degli attuali storici della scienza sostiene che la tesi del conflitto è stata sostituita dalla successiva ricerca storica. L'inquadramento del rapporto tra cristianesimo e scienza come predominanza di un conflitto è però ancora prevalente nella cultura popolare.
L'astronomo Carl Sagan ha citato la disputa tra i sistemi astronomici di Claudio Tolomeo (il quale pensava che il sole e i pianeti ruotassero intorno alla terra) e di Niccolò Copernico (che pensava invece che fossero la terra e i pianeti a ruotare attorno al sole). Egli afferma in Cosmo che convinzione tolemaica era stata sostenuta dalla Chiesa per tutto il periodo medioevale e che ciò "ha efficacemente impedito l'avanzamento dell'astronomia per ben 1.500 anni".
Il teologo luterano Ted Peters in Encyclopedia of Religion scrive che sebbene vi sia un certo fondamento di verità in questa versione dei fatti, la storia è stata esagerata facendola in tal modo diventare "un mito moderno perpetuato da coloro che desiderano vedere la guerra tra scienza e religione come perseguita da un'autorità ecclesiastica atavica e dogmatica". Nel 1992 l'apparente rivendicazione di Galileo Galilei da parte della Chiesa cattolica ha attirato innumerevoli commenti nei mezzi di comunicazione di massa.

### Violenza nel cristianesimo
Molti critici del cristianesimo hanno citato gli atti violenti compiuti dalle nazioni cristiane nel corso della storia come un motivo per denunciarne la religione. Lo scrittore britannico di fantascienza Arthur C. Clarke ha affermato di non poter perdonare le religioni per tutte le atrocità e le guerre realizzate nel corso del tempo. Lo scienziato inglese Richard Dawkins propone un argomento del tutto simile nel suo libro intitolato L'illusione di Dio. Ne L'illusione di Dawkins il teologo irlandese Alister McGrath gli risponde suggerendo che, lungi dall'approvare "l'ostilità del gruppo" Gesù ha comandato un'etica di "affermazione al di fuori dal gruppo". McGrath concorda che è necessario effettuare le dovute critiche alla religione, ma afferma che Dawkins non sembra in grado di possedere mezzi interni di riforma e rinnovamento. Mentre i cristiani possono essere accusati di non riuscire a rispettare lo standard di accettazione proposta da Gesù, esso rimane comunque proprio al centro della teologia morale cristiana.
La pace, la compassione e il perdono degli errori commessi dagli altri sono elementi fondamentali dell'insegnamento cristiano (Vangelo di Luca 6:9). Tuttavia i cristiani hanno combattuto fin dai tempi dei padri della Chiesa ponendosi la domanda di quando l'uso della forza possa considerarsi giustificato. Tali dibattiti hanno condotto a concetti quali la "teoria della guerra giusta". Durante la storia cristiana i passaggi biblici sono stati utilizzati per giustificare l'uso della forza contro chi si era macchiato della colpa di eresia (Primo libro dei Re 18:17-46), contro i peccatori (Libro del Deuteronomio 17:5) e tutti i nemici esterni (Salmi 18:37).
Heitman e Hagan identificano l'Inquisizione, le Crociate, le guerre di religione e l'antisemitismo come "tra i più noti esempi della violenza cristiana". A questa lista J. Denny Weaver aggiunge le guerre intraprese dai papi, il sostegno alla pena di morte, la punizione corporale sotto la maschera del motto "risparmiare la bacchetta e rovinare il bambino", la giustificazione della schiavitù, il colonialismo mondiale in nome della conversione al cristianesimo, la sistematica violenza contro le donne sottomesse agli uomini.
Weawer impiega una più ampia definizione di violenza la quale estende il significato della parola per coprire "tutto ciò che nuoce o danneggia", non solo quindi la violenza fisica di per sé. In tal modo, sotto la sua definizione, la violenza cristiana include anche tutte quelle "forme di violenza sistemica come la povertà, il razzismo e il sessismo.
Anche se alcuni cristiani si sono basati sulla dottrina cristiana per giustificare l'uso della forza, altri cristiani si sono apertamente opposti a qualsiasi utilizzo della violenza; questi ultimi hann costituito sette che non hanno mancato di mettere in evidenza il pacifismo come uno dei principi centrali della loro fede. Ma i cristiani si sono impegnati in atti di violenza anche contro tutti quelli che classificarono come eretici e non credenti. Nella sua Lettera a una nazione cristiana Sam Harris scrive che:
I teologi cristiani indicano un forte imperativo dottrinale e storico presente nel cristianesimo con direzione contraria alla violenza, in particolare il Discorso della Montagna, che insegna la nonviolenza e l'amore nei confronti del nemico. Weawer afferma che il pacifismo di Gesù viene "preservato nella dottrina della guerra giusta la quale dichiara tutte le guerre come un peccato, anche quando lo considera occasionalmente un male necessario, nel divieto di combattere da parte dei monaci e del clero e da una persistente tradizione di pacifismo cristiano".
Altri però indicano parole ed atti di Gesù che non corrispondono affatto a questa descrizione: l'assenza di qualsiasi biasimo nei confronti del soldato che gli chiede di far guarire il suo schiavo, l'aver rovesciato i tavoli dei cambiavalute all'ingresso del Secondo Tempio con un bastone in mano e, infine, attraverso i suoi apostoli di aver sottoposto a battesimo un centurione romano a cui non venne mai chiesto prima di rinunciare all'uso delle armi.

## Questioni etiche, politiche e sociali
Il filosofo tedesco ottocentesco Friedrich Nietzsche fu uno dei più agguerriti critici dell'etica proposta dal cristianesimo.

### Etica nella Bibbia
L'etica biblica è stata ampiamente criticata, ad esempio gli ordini imperativi provenienti da Dio stesso - presenti spesso nell'Antico Testamento di commettere genocidio e di non risparmiare la vita ad alcun nemico o popolo straniero. L'esistenza del Male nel mondo è stata argomentata come prova della non onnipotenza e benevolenza divina; tuttavia il teismo scettico suggerisce agli scettici il fatto che gli esseri umani non possano avere la comprensione del quadro d'insieme per poter dare un'adeguata valutazione.
Tuttavia un argomento contrario del filosofo statunitense Stephen Maitzen suggerisce che l'incoerenza etica presente nella Bibbia non venga seguita alla lettera dalla maggioranza dei cristiani e degli ebrei contemporanei, altrimenti si troverebbero nella condizione di dover giustiziare tutti gli omosessuali, i colpevoli di blasfemia e i figli disobbedienti, o comminare punizioni esemplari per aver mescolato il lino e la tela; questo è anche l'argomento dei teismo scettico.
L'etica cristiana è stata anche criticata per la sua intolleranza sessuofobica e per avere un'intima natura repressiva. La critica è stata rivolta anche al nucleo dell'etica cristiana, con la sua costante minaccia dell'Inferno e della dannazione eterna.

### Cristianesimo e politica
Alcuni esponenti della sinistra politica e del libertarianismo, compresi i cristiani che negano il diritto religioso, utilizzano il termine "fascismo cristiano" o "cristofascismo" (vedi fascismo clericale) per descrivere ciò che alcuni considerano un protofascismo emergente attraverso il neoconservatorismo o un nazionalismo religioso evangelico con un possibile sentimento rivolto alla teocrazia, il tutto presente attualmente negli Stati Uniti d'America.
Il reverendo Rich Lang della Chiesa metodista unita di Seattle ha pronunciato un sermone intitolato "George W. Bush e la crescita del fascismo cristiano" ove ha dichiarato: "Voglio dichiarare che l'ideologia del fascismo cristiano che Bush articola; essa è una forma di cristianesimo che rispecchia l'esatto opposto di tutto quello che Gesù ha incarnato"".

#### Diritti cristiani
I cristiani conservatori vengono spesso accusati di essere intolleranti dall'umanesimo secolare e dal cristianesimo liberale, sostenendo che si oppongono alla scienza che sembra contraddire la Scrittura (il creazionismo, l'utilizzo della contraccezione, la ricerca sulla cellula staminale embrionale ecc), alla democrazia liberale (con conseguente netta separazione tra Stato e Chiesa) e alle politiche sociali progressiste (i diritti di persone di altre etnie e religioni, diritti delle donne e diritti LGBT nel mondo).

#### Stati Uniti
I risultati dei sondaggi di Gallup mostrano che negli Stati Uniti la fiducia nella religione organizzata è diminuita sensibilmente a partire dagli anni settanta. Il professore di sociologia Phil Zuckerman sostiene che la campagna politica contro il matrimonio tra persone dello stesso sesso nelle chiese "sta allontanando sempre più persone dal cristianesimo" e ciò è responsabile di una calo del numero dei cristiani in tutti gli Stati Uniti.
David Kinnaman, presidente del "The Barna Group" e Gabe Lyons del "Fermi Project" hanno pubblicato uno studio sugli atteggiamenti degli americani dai 16 ai 29 anni nei confronti del cristianesimo, giungendo alla scoperta che il 38% di tutti coloro che non erano frequentatori di chiese avevano impressioni negative verso il cristianesimo e soprattutto di quello che si rifà all'evangelicalismo, associandolo all'attivismo politico conservatore, all'ipocrisia, all'omofobia, all'autoritarismo e al pregiudizio in genere. Circa il 17% aveva impressioni "molto negative" sul cristianesimo.

## Dottrina

### Miracoli
Il filosofo David Hume ha discusso molto contro la plausibilità del miracolo:
1. un miracolo è una violazione delle leggi note della natura;
2. conosciamo queste leggi attraverso un'esperienza ripetuta e costante;
3. la testimonianza di coloro che riferiscono di miracoli contraddice l'operazione delle leggi scientifiche note;
4. di conseguenza, nessuno può credere razionalmente nei miracoli.

La Chiesa cattolica e la Chiesa greco-ortodossa respingono l'argomento di Hume contro i miracoli utilizzando gli insegnamenti di Gregorio Palamas il quale ha affermato che la sola ragione non è sufficiente per poter comprendere appieno la potenza divina e la sua essenza, ma che soltanto la fede ci riesce. Naturalmente questo può valere solo in quei luoghi dove esiste il cristianesimo.
Sono state riportate guarigioni miracolose avvenute grazie alla preghiera, spesso coinvolgenti l'"imposizione delle mani". Tuttavia la fiducia nella guarigione basandosi solamente sulla fede può indirettamente contribuire a gravi danni e finanche alla morte. Gli apologisti cristiani come C. S. Lewis, Norman Geisler e William Lane Craig hanno continuato invece a sostenere che i miracoli sono ragionevoli e plausibili. 

### Incarnazione
Celso ha trovato assai difficoltoso conciliare il Dio umano cristiano, che è nato ed è stato allevato nella fede del suo Dio ebraico, che doveva per forza di cose essere unico e immutabile. Egli si chiese: ""se Dio volesse riformare l'umanità, perché scelse di scendere e di vivere sulla Terra, come la sua breve presenza a Gerusalemme avrebbe potuto mai giovare a tutti i milioni di persone che vivevano altrove nel mondo o che erano vissuti e morti prima della sua supposta incarnazione?""
Una delle risposte più classiche è rappresentata dal cosiddetto "Trilemma di Lewis", un sillogismo diffuso da C. S. Lewis il quale intenderebbe dimostrare l'inconsistenza logica di entrambi raffigurando Gesù come "grande maestro morale", anche se si vuol negare la sua presunta divinità. La solidità logica di questo trilemma è stata però ampiamente sottoposta a dubbi.

### Inferno e dannazione
Seguendo idee già espresse da pensatori come il barone d'Holbach, intellettuali come il matematico e filosofo Bertrand Russell si sono schierati contro la credenza nell'inferno eterno, come una prova della crudeltà della dottrina cristiana.
Poi dice: «Il Figlio dell'Uomo invierà i suoi angeli, e radunerà fuori dal suo regno tutte le cose che lo hanno offeso, e coloro che hanno commesso delle ingiustizie, le getterà in una fornace di fuoco, e vi sarà pianto e stridor di denti»; e poi continua con la descrizione del pianto e dello stridor di denti. E la cosa si ripete un verso dopo l'altro, e per il lettore è chiaro che c'è un certo piacere nella contemplazione di tale pianto e stridor di denti, altrimenti non si ripeterebbe così spesso. Poi tutti senz'altro ricordano la parabola delle pecore e delle capre, e di come, al momento della sua seconda venuta, egli dividerà le pecore dalle capre, e dirà alle capre: «Via da me, maledette, via nel fuoco eterno». E continua: «E queste sono destinate al fuoco eterno». Poi dice ancora: «Se la tua mano ti fa peccare, tagliala; è meglio per te entrare mutilato nel regno dei cieli, che avere entrambe le mani e finire all'inferno, nel fuoco eterno, dove i vili non muoiono e il fuoco giammai si placa». E anche questo lo ripete più e più volte. Devo dire che questa dottrina dell'inferno e della punizione eterna mi sembra piuttosto una dottrina di crudeltà, una dottrina che ha introdotto la crudeltà nel mondo, e ha dato al mondo generazioni e generazioni di crudeli torture; e il Cristo del Vangelo, se credete a ciò che di lui raccontano gli apostoli, deve essere in parte responsabile di tutto ciò.»
(Bertrand Russell, Perché non sono cristiano)

### Idolatria
Nonostante il fatto che i cristiani solitamente affermano che le religioni diverse dalla propria siano un'idolatria, ma ciò è stato argutamente confutato dl fatto che un gran numero di persone di rilievo sono state degli "idolatri" e che un gran numero di pratiche comuni dei cristiani sono state a loro volta considerate come idolatre, attraverso l'utilizzo di immagini di Gesù, Maria madre di Gesù, dei vari Santi ecc.

### Seconda venuta
Diversi versetti del Nuovo Testamento contengono predizioni su una Seconda venuta di Gesù e che questa sarebbe dovuta avvenire entro un secolo dalla sua morte (Vangelo di Matteo 10:22-23; Matteo 16:27-28; Matteo 23:36; Matteo 24:29-34; Matteo 26:62-64; Vangelo di Marco 9:1; Marco 14:24-30; Marco 14:60-62; e Vangelo di Luca 9:27). Gesù sembra promettere ai suoi seguaci che la sua seconda venuta sarebbe dovuta avvenire prima della fine della generazione a cui stava predicando. Questo è visto come un fallimento essenziale degli insegnamenti di Cristo da parte di molti critici, primo fra tutti Bertrand Russell; questo nel suo celebre saggio intitolato Perché non sono cristiano.
Tuttavia i fautori del preterismo sostengono che Gesù non avesse in realtà predetto una sua seconda venuta (Vangelo secondo Matteo 16:28), bensì avesse parlato degli atti dimostrativi della sua forza, come la venuta del suo Regno, in particolare la distruzione del Secondo Tempio avvenuta nel 70, che avrebbe in tal maniera predetto e durante il quale non tutti i suoi discepoli erano ancora in vita. Secondo questa visione Matteo 10:23 dovrebbe essere compreso allo stesso modo.

### Incongruenza con la visione dell'Antico Testamento sull'Aldilà
La maggior parte delle tradizioni cristiane insegna la fede nella vita dopo la morte come un principio centrale e indispensabile del loro Credo. I critici sostengono che la concezione cristiana dell'Aldilà risulta essere ampiamente contraddittoria rispetto a quella descritta nell'Antico Testamento. Il biblista George E. Mendenhall crede che nell'Antico Testamento non esista in realtà alcun concetto d'immortalità o di vita dopo la morte; si presume anzi che i defunti siano del tutto inerti, privi di un qualsiasi spirito vitale e che non s'impegnino in alcuna attività.
L'idea di Sheol ("שׁאול"), uno stato di perfetta nullità, è stata condivisa tra le credenze della mitologia religiosa babilonese e quelle israelitiche: "lo 'Sheol, come è stato chiamato dagli antichi israeliti, è la terra da cui nessuno ritorna, situata sotto il grande oceano cosmico, in cui tutti, sia i potenti che i deboli, percorrono in una forma spettrale - quella che assumono dopo la morte - conosciuta come Raphraim. I morti non hanno esperienza né di gioia né di dolore, non percepiscono alcuna luce e non possono eseguire alcun movimento".
Obayashi allude al fatto che gli israeliti fossero soddisfatti all'idea di un tale regno oscuro dell'aldilà in quanto erano più profondamente preoccupati nei confronti dell'esistenza terrena.
Prima che il cristianesimo iniziasse a diffondersi nel corso del I secolo, la succitata credenza sull'aldilà era già radicata nel pensiero dell'escatologia ebraica, tra i farisei (Atti degli apostoli 23:6-8) e gli esseni. I temi inerenti all'uniformità dello Sheol, che in gran parte hanno modellato l'antica tradizione dell'ebraismo, erano stati minacciati solo quando gli ebrei più pii furono massacrati durante la rivolta dei Maccabei (167-160 a.C.)

## Critiche rivolte direttamente ai cristiani

### Ipocrisia
L'enciclica di Papa Paolo VI Gaudium et spes promulgata nel 1967 afferma che il cattivo esempio dato dai cristiani possa essere uno dei fattori che contribuiscono al diffondersi dell'ateismo; essa dichiara: "... i credenti possono avere molto a che fare con la nascita dell'ateismo, nella misura in cui trascurano la propria formazione nella fede, o insegnano la dottrina in una maniera erronea o essendo gravemente carenti nella loro vita religiosa, morale o sociale; si deve dire che essi nascondono piuttosto che rivelare il volto autentico di Dio e della religione".
I critici appartenenti al secolarismo, ma anche molti religiosi, hanno accusato i cristiani di essere fondamentalmente ipocriti. Tom Whiteman, un esperto di psicologia di Filadelfia ha scoperto che i motivi principali di divorzio tra i cristiani sono l'adulterio, forme di abuso (compresa l'assunzione di sostanze stupefacenti e l'abuso fisico e verbale) e l'abbandono del tetto coniugale, mentre il motivo numero uno citato per il divorzio nella popolazione generale era l'incompatibilità di carattere.

### Materialismo
(- Jawaharlal Nehru)
(- Mahatma Gandhi)

### Anticlericalismo nella Germania nazista
La piattaforma nazionale del Partito Nazionalsocialista Tedesco dei Lavoratori di Adolf Hitler nel 1920 promosse il cosiddetto Cristianesimo positivo, che mescolava le idee inerenti alla purezza razziale e le basi ideologiche del nazismo con una forma di cristianesimo che rimuoveva completamente da esso il suo basilare elemento ebraico.
Il nazionalsocialismo mirò a trasformare la coscienza soggettiva del popolo tedesco - i loro atteggiamenti, valori e mentalità - in una comunità nazionale a "pensiero unico" perfettamente obbediente. I nazisti credettero perciò di avere il sacro dovere di eliminare le differenze di classe, regionali e religiose. Sotto il processo di "Gleichschaltung" Hitler cercò di creare una "Chiesa protestante unificata del Reich" inglobandovi tutte le 28 chiese protestanti tedesche presenti. Il piano fallì, anzi attivò la resistenza della Chiesa confessante.
La persecuzione della Chiesa cattolica nella Germania nazista seguì immediatamente la presa del potere. Hitler si mosse rapidamente per eliminare il cattolicesimo politico; ma, nonostante queste ripetute molestie nei confronti della Chiesa venne firmato nel 1933 il Reichskonkordat tra la Germania nazista e lo Stato della Città del Vaticano; esso prometteva formalmente di rispettare l'autonomia della Chiesa.
Hitler ignorò regolarmente il trattato stipulato, facendo chiudere tutte le istituzioni cattoliche le cui funzioni non fossero strettamente religiose. Membri del clero, monaci e leader laici furono presi di mira, con migliaia di arresti nel corso degli anni immediatamente seguenti.
Hitler sosteneva pubblicamente il cristianesimo, mentre gli era estremamente ostile in privato. Gli anticlericali come Joseph Goebbels e Martin Bormann videro la "guerra contro le chiese" come una delle preoccupazioni prioritarie e i sentimenti di antipapismo furono molto forti tra gli attivisti di base del partito.
Hitler nacque da una madre cattolica praticante e da un padre anticlericale, ma dopo aver lasciato la casa d'infanzia non partecipò più alla messa né ricevette i sacramenti. Secondo il biografo Alan Bullock Hitler mantenne una certa considerazione nei confronti del potere organizzativo e propagandistico del cattolicesimo, ma mantenne privatamente sempre il massimo disprezzo verso i suoi principali insegnamenti i quali, disse, se portati alle loro estreme conclusioni "significherebbero il sistematico allevamento degli esseri umani più fallimentari".
Goebbels, a capo del Reichsministerium für Volksaufklärung und Propaganda (il Ministero del Reich per l'istruzione pubblica e la propaganda) usò la sua posizione per diffondere pubbliche accuse contro il clero e le monache durante le sue campagne propagandistiche, mostrando gli accusati sempre nelle peggiori delle possibilità. Nel 1928, poco dopo la sua elezione al Reichstag, Goebbels ebbe modo di annotare nei suoi Diari che il nazionalsocialismo era una religione la quale necessitava di un uomo di genio per poter sradicare "le pratiche religiose superate e metterne di nuove al loro posto"; e ancora: "un giorno ormai vicino il nazionalsocialismo sarà la religione di tutti i tedeschi, il mio partito è la mia chiesa e credo di servire al Signore meglio se faccio la sua volontà liberando il mio popolo oppresso dalle catene della schiavitù. Questo è il mio Vangelo!".
Man mano che la seconda guerra mondiale procedeva sulla "questione della Chiesa" scrisse: "conclusa la guerra essa dovrà essere generalmente risolta... Esiste, infatti, un'opposizione insolubile tra la fede cristiana e una visione del mondo (Weltanschauung) tedesco-eroica".
Il segretario privato di Hitler, nonché uno dei suoi più stretti collaboratori, Bormann fu un rigido tutore dell'ortodossia nazionalsocialista e vide il cristianesimo e il nazismo come fondamentalmente incompatibili (soprattutto a causa delle sue origini ebraiche), così come anche della stessa opinione fu il filosofo ufficiale nazista Alfred Rosenberg. Nel suo Il mito del XX secolo (1930) Rosenberg scrisse che i principali nemici dei tedeschi fossero i russi e i semiti; con "Semiti" comprese anche i cristiani, soprattutto i cattolici.
Secondo Bullock, Hitler considerò sempre il clero protestante come "insignificante", "sottomesso" e privo di una religione da prendere seriamente nella dovuta considerazione. Il suo tentativo di creare una "Chiesa del Reich unificata" alla fine fallì miseramente e Hitler stesso divenne altamente disinteressato nel sostenere i movimenti nazisti allineati ai cosiddetti "cristiani tedeschi".
Hitler inizialmente prestò il proprio sostegno a Ludwig Müller, un ex cappellano militare della Reichsmarine, per farlo nominare "vescovo del Reich", ma i suoi punti di vista eretici contro Paolo di Tarso e le origini semitiche di Cristo e della Bibbia intera rapidamente gli alienarono le maggiori sezioni della chiesa protestante. Il pastore del luteranesimo Martin Niemöller riuscì a creare il movimento della Chiesa confessante con l'intento di opporsi alla nazificazione delle chiese protestanti. Neimoller fu arrestato dalla Gestapo nel 1937 e inviato prima nel Campo di concentramento di Sachsenhausen. e in seguito nel campo di concentramento di Dachau. Il seminario della Chiesa confessante venne proibito quello stesso anno.

## Critiche da parte di altre religioni

### Induismo
Il raja Ram Mohan Roy ha criticato le dottrine cristiane ed ha affermato come esse siano irragionevoli ed auto-contraddittorie. Inoltre aggiunge che le persone, anche provenienti dall'India, abbracciavano il cristianesimo principalmente a causa delle difficoltà economiche e della loro debolezza spirituale, proprio come gli ebrei europei sono stati costretti ad abbracciare il cristianesimo venendo incoraggiati con la forza e la violenza.
Vivekananda considerava il cristianesimo come una "collezione di piccoli pezzi di pensiero indiano. La nostra è la religione di cui il buddhismo con tutta la sua grandezza è un bambino ribelle e di cui il cristianesimo è solo un'imitazione molto imperfetta".
Il filosofo Dayananda Sarasvati ha considerato il cristianesimo come una religione barbara e falsa "che crede solo attraverso gli occhi e che mantiene i popoli in uno stato di barbarie e di inciviltà", aggiungendo inoltre che la Bibbia contiene molte storie e precetti immorali, lodando la crudeltà e la pratica dell'inganno e alla fin fine non facendo altro che incoraggiare il peccato.
Sarvepalli Radhakrishnan scrive che:

## Origini
Alcuni hanno sostenuto che il cristianesimo non è fondato su un Gesù storico, ma piuttosto sulla creazione di un mito di Gesù.. Questa concezione propone l'idea che Gesù sia una manifestazione ebraica di culti misterici ellenici che hanno riconosciuto la natura non storica della loro divinità, usandola invece come uno strumento d'insegnamento. Tuttavia la posizione secondo cui Gesù non era una figura storica rimane essenzialmente senza alcun sostegno tra gli esperti di studi biblici e di antichità classica, la maggior parte dei quali considerano i suoi argomenti come un esempio di pseudo-erudizione.
Gli studiosi e gli storici come James H. Charlesworth usano una grande cautela contro l'uso di paralleli con il rito iniziatico di vita-morte-rinascita (vedi Osiride-Dioniso) così com'era diffuso nelle religioni misteriche prevalenti nella cultura dell'ellenismo, questo per concludere che Gesù è una figura puramente mitico-leggendaria. Charlesworth sostiene che "sarebbe sciocco continuare a promuovere l'illusione che i Vangeli siano semplicemente storie fittizie come le leggende di Ercole e di Asclepio. Le teologie del Nuovo Testamento sono basate su interpretazioni di eventi storici reali.".

### Riferimenti
1. ↑  Le Roy Froom, Prophetic Faith of Our Fathers, Vol. I, Washington D.C. Review & Herald, 1946, p. 328.
2. ↑  Michael Martin, The Case Against Christianity, pp. 3–4
3. 1 2  Michael Martin, The Case Against Christianity, p. 4
4. ↑  Immanuel Kant, Critica della ragion pura, Parte seconda: Dialettica trascendentale, Capitolo terzo: L'ideale dalla ragion pura
5. ↑  Robert R. Palmer, Joel Colton, A History of the Modern World, New York, McGraw Hill, 1995, pp. 388–392.
6. ↑  Robert R. Palmer, Joel Colton, A History of the Modern World, New York, McGraw Hill, 1995, p.630.
7. ↑  W. R. F. Browning,  "Biblical criticism." A Dictionary of the Bible. 1997 Encyclopedia.com. 8 Apr. 2010
8. 1 2  B.A. Robinson, Biblical Criticism, including Form Criticism, Tradition Criticism, Higher Criticism, etc. Archiviato il 10 marzo 2017 in Internet Archive. Ontario Consultants on Religious Tolerance, 2008. Web: 8 Apr 2010.
9. 1 2  G.A.Mather, & L.A. Nichols, Dictionary of Cults, Sects, Religions and the Occult, Zondervan, 1993 (citato in Robinson, Biblical Criticism
10. ↑  Bruce Metzger, cited in The Case for Christ, Lee Strobel
11. ↑   Bart D. Ehrman, Misquoting Jesus: The Story Behind Who Changed the Bible and Why, HarperCollins, 2005,  p. 91, ISBN 978-0-06-073817-4. URL consultato il 2 agosto 2013.
12. ↑  Bart D. Ehrman, The Orthodox Corruption of Scripture, New York, Oxford University Press, 1993
13. ↑  Daniel B. Wallace, "The Gospel According to Bart: A Review Article of Misquoting Jesus by Bart Ehrman," Journal of the Evangelical Theological Society, June 2006 (disponibile su Bible.org)
  - Craig L. Blomberg, "Review of Misquoting Jesus: The Story Behind Who Changed the Bible and Why," Archiviato il 25 aprile 2009 in Internet Archive. Denver Seminary, February 2006
  -  Thomas Howe, A Response To Bart D. Ehrman's Misquoting Jesus, su isca-apologetics.org, International Society of Christian Apologetics, 2006,  p. PDF download. URL consultato il 31 luglio 2013.
14. ↑   Ehrman, Bart D., Whose Word Is It?, Continuum International Publishing Group, 2006, ISBN 0-8264-9129-4. p. 166
15. ↑  Bruce Metzger "A Textual Commentary on the New Testament", Second Edition, 1994, German Bible Society
16. 1 2  K. Aland, B. Aland, The Text of The New Testament: An Introduction to the Critical Editions & to the Theory & Practice of Modern Text Criticism, 1995, op. cit., pp. 29-30.
17. ↑  Vedi ad esempio list of alleged contradictions from The Skeptic's Annotated Bible e l'articolo di Robert G. Ingersoll in Inspiration of Bible.
18. ↑  M. W. J. Phelan. The Inspiration of the Pentateuch, Two-edged Sword Publications (March 9, 2005) ISBN 978-0-9547205-6-8
19. ↑  Ronald D. Witherup, Biblical Fundamentalism: What Every Catholic Should Know, Liturgical Press, 2001, p. 26.
20. ↑  R. T. France, Tyndale New Testament Commentaries: Matthew, Leicester, England, Inter-Varsity Press, 1985, p. 17.
21. 1 2 3  Lindsell, Harold, The Battle for the Bible, Grand Rapids, Michigan, Zondervan Publishing House, 1976, p. 38.
22. 1 2 3   Chicago Statement on Biblical Inerrancy, su bible-researcher.com.
23. ↑   Norman L. Geisler, William E. Nix, From God To Us Revised and Expanded: How We Got Our Bible, Moody Publishers, 2012,  p. PT45, ISBN 978-0-8024-8392-8. "faith and practice"
24. ↑   Farrell Till, Prophecies: Imaginary and Unfulfilled, su infidels.org, Internet Infidels, 1991. URL consultato il 16 gennaio 2007.
25. ↑  Peter W. Stoner, Science Speaks, Moody Pr, 1958, ISBN 0-8024-7630-9
26. ↑   Is 9,6-7, su La Parola - La Sacra Bibbia in italiano in Internet.
27. ↑   Is 11,7-12,16, su La Parola - La Sacra Bibbia in italiano in Internet.
28. ↑   1Cor 1,23, su La Parola - La Sacra Bibbia in italiano in Internet.
29. ↑   Stephen L. Harris, Understanding the Bible, 6ª ed., McGraw-Hill College, 2002,  pp. 376-377, ISBN 978-0-7674-2916-0. URL consultato il 2 agosto 2013. (Further snippets of quote: B C D)
30. 1 2   Biography of Isaac ben Abraham of Troki, su faithstrengthened.org (archiviato dall'url originale il 29 settembre 2007).
31. ↑   TorahLab - Store, su torahlab.org.
32. ↑   Blaise Pascal, Pensees, Translator W. F. Trotter, 1958,  chapter x, xii, xiii.
33. ↑   Josh McDowell, chapter 8, in The New Evidence that Demands a Verdict, Thomas Nelson, 1999, ISBN 978-1-85078-552-1.
34. ↑  Dialogo con Trifone Archiviato il 9 giugno 2018 in Internet Archive. Dialogo di Giustino, con Trifone, un ebreo, LXIII
35. 1 2 3   English Handbook Page 34 999KB (PDF), su jewsforjudaism.org. URL consultato il 26 giugno 2017 (archiviato dall'url originale il 12 novembre 2013).
36. ↑   Mt 1,23, su La Parola - La Sacra Bibbia in italiano in Internet.
37. ↑   Is 7,14, su La Parola - La Sacra Bibbia in italiano in Internet.
38. ↑   The NAS New Testament Greek Lexicon, su foreignword.com. URL consultato il 26 giugno 2017 (archiviato dall'url originale il 4 aprile 2016).
39. ↑  Oxford Dictionary of the Christian Church, Oxford University Press, 2005 ISBN 978-0-19-280290-3, article Virgin Birth of Christ
40. ↑   Does the Gospel of Matthew Proclaim Mary's Virginity?, su members.bib-arch.org, 2 febbraio 2010.
41. ↑  Martin Luther, "That Jesus Christ Was Born a Jew," in Luther's Works, vol. 45: The Christian in Society II, a cura di H. T. Lehmann, Philadelphia, Muhlenberg Press, 1962.
42. ↑   Mt 2,23, su La Parola - La Sacra Bibbia in italiano in Internet.
43. ↑  See also "Given the New Testament a Chance?" from the Messiah Truth website
44. ↑   Is 11,1, su La Parola - La Sacra Bibbia in italiano in Internet.
45. ↑   Ger 23,5, su La Parola - La Sacra Bibbia in italiano in Internet.
46. 1 2  David Sper, Managing Editor, "Questions Skeptics Ask About Messianic Prophecies," Archiviato il 20 novembre 2008 in Internet Archive. RBC Ministries, Grand Rapids, MI, 1997
47. ↑   Sal 22,6-8, su La Parola - La Sacra Bibbia in italiano in Internet.
48. ↑   Sal 22,13, su La Parola - La Sacra Bibbia in italiano in Internet.
49. ↑   Sal 69,8, su La Parola - La Sacra Bibbia in italiano in Internet.
50. ↑   Sal 69,20-21, su La Parola - La Sacra Bibbia in italiano in Internet.
51. ↑   Is 11,1, su La Parola - La Sacra Bibbia in italiano in Internet.
52. ↑   Is 49,7, su La Parola - La Sacra Bibbia in italiano in Internet.
53. ↑   Is 53,2-3, su La Parola - La Sacra Bibbia in italiano in Internet.
54. ↑   Is 53,8, su La Parola - La Sacra Bibbia in italiano in Internet.
55. ↑   Dan 9,26, su La Parola - La Sacra Bibbia in italiano in Internet.
56. ↑   Gv 1,46, su La Parola - La Sacra Bibbia in italiano in Internet.
57. ↑   Gal 3,24-25, su La Parola - La Sacra Bibbia in italiano in Internet.
58. ↑   Rm 3,31, su La Parola - La Sacra Bibbia in italiano in Internet.
59. ↑  Michael Wood, Conquistadors, p. 20, BBC Publications, 2000
60. 1 2 3 4   B. A. Robinson, Christianity and slavery, su religioustolerance.org, 2006. URL consultato il 3 gennaio 2007 (archiviato dall'url originale il 15 aprile 2019).
61. ↑  Catholic Encyclopedia Slavery and Christianity
62. 1 2   Richard N. Ostling, Human slavery: why was it accepted in the Bible?, in Salt Lake City Deseret Morning News, Associated Press, 17 settembre 2005. URL consultato il 28 ottobre 2014.
63. ↑   Jack D. Forbes, Africans and Native Americans: The Language of Race and the Evolution of Red-Black Peoples, University of Illinois Press, 1993,  p. 27, ISBN 978-0-252-06321-3.
64. ↑  Rodney Stark, For the Glory of God: How Monotheism Led to Reformations, Science, Witch-Hunts, and the End of Slavery ISBN 978-0-691-11436-1 (2003)
65. ↑  Lamin Sanneh, Abolitionists Abroad: American Blacks and the Making of Modern West Africa, Harvard University Press ISBN 978-0-674-00718-5 (2001)
66. ↑   Richard N. Ostling, Human slavery: why was it accepted in the Bible?, in Salt Lake City Deseret Morning News, 17 settembre 2005. URL consultato il 3 gennaio 2007 (archiviato dall'url originale il 24 settembre 2015).
67. ↑   Abolitionist Movement, in MSN Encyclopedia Encarta, Microsoft. URL consultato il 3 gennaio 2007 (archiviato dall'url originale il 31 ottobre 2009).
68. ↑  William Martin, With God on Our Side: The Rise of the Religious Right in America, New York, Broadway Books, 1996.
69. ↑  Diamond, Sara, Not by Politics Alone: The Enduring Influence of the Christian Right, New York, Guilford Press, 1998, p. 213.
70. ↑  Ortiz, Chris 2007. "Gary North on D. James Kennedy" Archiviato l'11 ottobre 2009 in Internet Archive., Chalcedon Blog, 6 September 2007.
71. ↑   Civil Rights Movement in the United States, in MSN Encyclopedia Encarta, Microsoft. URL consultato il 3 gennaio 2007 (archiviato dall'url originale il 31 ottobre 2009).
72. ↑   Religious Revivalism in the Civil Rights Movement, in African American Review, Winter 2002. URL consultato il 3 gennaio 2007 (archiviato dall'url originale il 12 gennaio 2016).
73. ↑   Martin Luther King: The Nobel Peace Prize 1964, su nobelprize.org, The Nobel Foundation. URL consultato il 3 gennaio 2006.
74. ↑   Nancy Frankenberry, The Stanford Encyclopedia of Philosophy, a cura di Edward N. Zalta, Metaphysics Research Lab, Stanford University, 1º gennaio 2011. Ospitato su Stanford Encyclopedia of Philosophy.
75. ↑   THE STATUS OF WOMEN IN THE OLD TESTAMENT, su religioustolerance.org. URL consultato il 26 giugno 2017 (archiviato dall'url originale il 4 marzo 2021).
76. ↑   The Woman's Bible Index, su sacred-texts.com.
77. ↑  Elizabeth Clark, Women in the Early Church, Liturgical Press, 1984. ISBN 0-8146-5332-4
78. ↑   Jesus Many Faces - Jesus' Family Tree - From Jesus To Christ - FRONTLINE - PBS, su pbs.org.
79. 1 2 3  Karen L. King, Women in Ancient Christianity: the New Discoveries. Karen L. King è professoressa di studi neotestamentari e di storia del cristianesimo antico all'Università di Harvard nella "Divinity School".
80. ↑  Evelyn Stagg, Frank Stagg, Woman in the World of Jesus, Philadelphia, Westminster Press, 1978. ISBN 0-664-24195-6
81. ↑  Gilbert Bilezikian, Beyond Sex Roles (2nd ed.), Grand Rapids, Michigan, Baker, 1989, ISBN 978-0-8010-0885-6. pp. 82–104
82. ↑   Gv 2,4, su La Parola - La Sacra Bibbia in italiano in Internet.
83. ↑   Es 20,12, su La Parola - La Sacra Bibbia in italiano in Internet.
84. ↑  Schalom Ben-Chorin, Brother Jesus: the Nazarene through Jewish eyes, University of Georgia Press, 2001. ISBN 978-0-8203-2256-8, p.66
85. ↑  Gary Ferngren (a cura di), Science & Religion: A Historical Introduction, Baltimore, Johns Hopkins University Press, 2002. ISBN 0-8018-7038-0. (Introduction, p. ix)
86. ↑  Carl Sagan, Cosmo, Episodio 3: "The Harmony of the Worlds"
87. ↑  Citato in Ted Peters, Science and Religion, Encyclopedia of Religion, p.8182
88. ↑  Clarke, Arthur C. & Watts, Alan (January), “At the Interface: Technology and Mysticism”, Playboy (Chicago, Ill.: HMH Publishing) 19 (1): 94, ISSN 0032-1478, OCLC 3534353
89. ↑  Alister McGrath, Joanna Collicutt McGrath, The Dawkins Delusion?, Society for Promoting Christian Knowledge, 2007, ISBN 978-0-281-05927-0
90. ↑   Glenn Andrew Peoples, Dr., Whittling down the pacifist narrative: Did early Christians serve in the army?, su rightreason.org. URL consultato il 7 agosto 2014.
91. ↑   International encyclopedia of violence research, Volume 2, Springer, 2003.
92. ↑   Sam Harris, Letter to a Christian Nation, Alfred A. Knopf, 2006,  pp. 80–81, ISBN 978-0-307-26577-7.
93. ↑   J. Denny Weaver, Violence in Christian Theology, su crosscurrents.org, Cross Currents, 2001. URL consultato il 27 ottobre 2010 (archiviato dall'url originale il 25 maggio 2012)..
94. ↑  W. E Addis, T. Arnold, Revised T. B Scannell and P. E Hallett, War, A Catholic Dictionary: Containing some Account of the Doctrine, Discipline, Rites, Ceremonies, Councils, and Religious Orders of the Catholic Church, 15th Edition, Virtue & Co, 1953, Nihil Obstat: Reginaldus Philips, Imprimatur: E. Morrogh Bernard, 2 October 1950, "In the Name of God: Violence and Destruction in the World's Religions", M. Jordan, 2006, p. 40
95. ↑   Wes Morriston, Ethical Criticism of the Bible: The Case of Divinely Mandated Genocide, in Sophia, vol. 51, n. 1, 2 agosto 2011,  pp. 117-135, DOI:10.1007/s11841-011-0261-5.
96. ↑   Stephen Maitzen, Skeptical Theism and God’s Commands, in Sophia, vol. 46, n. 3, 1º novembre 2007,  pp. 237-243, DOI:10.1007/s11841-007-0032-5.
97. ↑   Peter Singer, A Companion to Ethics, Blackwell Oxford, 1991,  pp. 91-105.
98. ↑  See, for example, Everybody's Talkin' About Christian Fascism Archiviato il 18 gennaio 2008 in Internet Archive. by Gary Leupp.
99. ↑   George Bush and the Rise of Christian Fascism, su yuricareport.com (archiviato dall'url originale il 21 febbraio 2008).
100. ↑  Chip Berlet, "Following the Threads," in Amy E. Ansell, Unraveling the Right: The New Conservatism in American Thought and Politics, Westview Press, 1998, ISBN 0-8133-3147-1
101. ↑   MPs turn attack back on Cardinal Pell, Sydney Morning Herald, 6 giugno 2007.
102. ↑   Pope warns Bush on stem cells, BBC News, 23 luglio 2001.
103. ↑   White Andrew Dickson, A History of the Warfare of Science with Theology in Christendom, 1898,  p. X. Theological Opposition to Inoculation, Vaccination, and the Use of Anaesthetics. URL consultato il 29 giugno 2017 (archiviato dall'url originale il 17 settembre 2008).
104. ↑   Cathy Lynn Grossman, Americans’ confidence in religion hits a new low, su Religion News Service, 17 giugno 2015.
105. ↑   U.S. has become notably less Christian, major study finds, su LA Times, 12 maggio 2015.
106. ↑   Millennials Leave Their Churches Over Science, Lesbian & Gay Issues, su Public Religion Research Institute, 10 giugno 2011.
107. ↑  Study: Youth see Christians as judgmental, anti-gay - USATODAY.com
108. ↑   America’s Change of Mind on Same-Sex Marriage and LGBTQ Rights, su Barna, 3 luglio 2013 (archiviato dall'url originale il 15 agosto 2013).
109. ↑   David Hume, Chapter 10. Of Religion, in Tom L. Beauchamp (a cura di), An Enquiry Concerning Human Understanding: A Critical Edition, collana Volume 3 of The Clarendon edition of the works of David Hume, Oxford University Press, 2000,  p. 86, ISBN 978-0-19-825060-9. URL consultato il 1º agosto 2013.
110. ↑    - Homilies of Saint Gregory Palamas, Vol. 1 (ISBN 1-878997-67-X) Homilies of Saint Gregory Palamas, Vol. 2 (ISBN 187899767X)
111. ↑   Bruce L. Flamm, MD, Inherent Dangers of Faith-Healing Studies, su sram.org, The Scientific Review of Alternative Medicine, 2004 (archiviato dall'url originale il 16 agosto 2007).
112. ↑   Are Miracles Logically Impossible?, su comereason.org, Come Reason Ministries, Convincing Christianity. URL consultato il 21 novembre 2007.
113. ↑   "Miracles are not possible," some claim. Is this true?, su ChristianAnswers.net. URL consultato il 21 novembre 2007.
114. ↑   Paul K. Hoffman, A Jurisprudential Analysis Of Hume’s "in Principal" Argument Against Miracles (PDF), su ses.edu, Christian Apologetics Journal, Volume 2, No. 1, Spring, 1999; Copyright ©1999 by Southern Evangelical Seminary. URL consultato il 21 novembre 2007 (archiviato dall'url originale il 26 ottobre 2007).
115. ↑  Howard W. Clarke, The Gospel of Matthew and Its Readers, Indiana University Press, 2003, p. 12
116. ↑  C. S. Lewis, C. S., Mere Christianity, London, Collins, 1952, pp. 54–56. (tr. it. Il Cristianesimo così com'è, Milano, Adelphi, 1997, Libro II, Capitolo 3)
117. ↑  William Lane Craig, Reasonable Faith: Christian Truth and Apologetics, Crossway Books, 1994, pp. 38-39.
118. ↑  "The Works of Thomas Manton", by Thomas Manton, p. 99
119. ↑  Dr. Knox Chamblin, Professor of New Testament Emeritus, Columbia Theological Seminary: Commentary on Matthew 16:21-28 Archiviato il 4 marzo 2012 in Internet Archive. - see last 4 paragraphs
120. ↑  Theodor Zahn, F.F. Bruce, J. Barton Payne, etc. hold this opinion - What is the meaning of Matthew 10:23? Archiviato il 23 febbraio 2021 in Internet Archive.
121. 1 2  From Witchcraft to Justice: Death and Afterlife in the Old Testament, George E. Mendenhall.
122. 1 2  Hiroshi Obayashi, Death and Afterlife: Perspectives of World Religions, Introduction.
123. ↑  Gaudium et spes, 19
124. ↑  Marriage 103: The Raw Reality of Divorce and its Terrible Results Archiviato il 27 marzo 2008 in Internet Archive.
125. ↑  Nel suo libro Glimpses of world history, pp. 86-87
126. ↑  "Secularism and Hindutva, a Discursive Study", by A. A. Parvathy, p. 42
127. ↑   William L. Shirer, The Rise and Fall of the Third Reich, London, Secker & Warburg, 1960,  pp. 238-39.
128. ↑   Robert Michael e Philip Rosen, Dictionary of Antisemitism from the Earliest Times to the Present, Lanham, Scarecrow Press, 2007,  p. 321.
129. ↑  Ian Kershaw, The Nazi Dictatorship: Problems and Perspectives of Interpretation, 4th Edition, New York, Oxford University Press, 2000; pp. 173–174
130. 1 2  Encyclopedia Britannica Online, Fascism - Identification with Christianity, 2013. Web. 14 Apr. 2013
131. 1 2  Ian Kershaw, Hitler a Biography, 2008 Edn, London, WW Norton & Company, pp. 381-382
132. ↑  Alan Bullock, Hitler: A Study in Tyranny, HarperPerennial Edition, 1991, p. 219
133. ↑   American Experience. The Man Behind Hitler . Transcript - PBS, su pbs.org.
134. ↑  Encyclopedia Britannica Online - Martin Bormann; web 25 April 2013
135. ↑  Encyclopedia Britannica Online - Alfred Rosenberg; web 25 April 2013.
136. ↑  Alan Bullock, Hitler: A Study in Tyranny, HarperPerennial Edition, 1991, p. 219
137. ↑  Ian Kershaw, Hitler a Biography, 2008 Edition, London, WW Norton & Company, pp. 295-297
138. ↑  Encyclopedia Britannica Online - Martin Niemöller; web 24 April 2013
139. ↑  Encyclopedia Britannica Online - Dietrich Bonhoeffer; web 25 April 2013
140. ↑  Abidullah Al-Ansari Ghazi, Raja Rammohun Roy. Encounter with Islam and Christianity and the Articulation of Hindu Self-Consciousness, 2010, p. 166
141. ↑  Abidullah Al-Ansari Ghazi, Raja Rammohun Roy. Encounter with Islam and Christianity and the Articulation of Hindu Self-Consciousness, 2010, p. 169
142. ↑  Arvind Sharma, Neo-Hindu Views of Christianity, 1988,
143. ↑  P. L. John Panicker, Gandhi on Pluralism and Communalism, 2006, p. 39
144. ↑  J. T. F. Jordens, Dayānanda Sarasvatī, his life and ideas, p. 267
145. ↑  Paul Arthur Schilpp, The Philosophy of Sarvepalli Radhakrishnan, p. 641
146. ↑  Timothy Freke, Peter Gandy, The Jesus Mysteries', London, Thorsons, 1999 (Harper Collins)
147. ↑   James H. (ed.) Charlesworth, Jesus and Archaeology, Grand Rapids: Eerdmans, 2006, ISBN 0-8028-4880-X.

### Critici del cristianesimo
- A Rationalist Encyclopaedia: A book of reference on religion, philosophy, ethics and science, Gryphon Books (1971).
- Rompere l'incantesimo, di Daniel Dennett
- Il disagio della civiltà, di Sigmund Freud
- L'avvenire di un'illusione, di Sigmund Freud
- Death and Afterlife, Perspectives of World Religions, di Hiroshi Obayashi
- Einstein and Religion, di Max Jammer
- From Jesus to Christianity, di L. Michael White
- Harvesting our souls: Missionaries, their design, their claims. di Shourie, Arun. (2006). New Delhi: Rupa.
- History of Hindu-Christian encounters, AD 304 to 1996. di Goel, Sita Ram. 2016.
- Hindu view of Christianity and Islam. di Swarup, Ram (1992).
- Lettera a una nazione cristiana, di Sam Harris
- Light of truth: Or an English translation of the Satyarth Prakash. Dayananda, S., & Bharadwaja,  (1915). Allahabad: Arya Pratinidhi Sabha.
- Misquoting Jesus: The Story Behind Who Changed the Bible and Why, di Bart Ehrman
- Missionaries in India: Continuities, changes, dilemmas. Shourie, Arun. (2006). New Delhi: Rupa.
- Out of my later years and the World as I see it, di Albert Einstein
- Russell on Religion, di Louis Greenspan (Includes most all of Russell's essays on religion)
- L'Anticristo, di Friedrich Nietzsche
- L'illusione di Dio, di Richard Dawkins
- Dio non è grande, di Christopher Hitchens
- The Varieties of Scientific Experience: A Personal View of the Search for God, di Carl Sagan
- Understanding the Bible, di Stephen L Harris
- Where God and Science Meet [Three Volumes]: How Brain and Evolutionary Studies Alter Our Understanding of Religion, di Patrick McNamara
- Perché non sono cristiano, di Bertrand Russell
- Why I Became an Atheist: A Former Preacher Rejects Christianity, di John W. Loftus (Prometheus Books, 2008)
- The Christian Delusion, a cura di John W. Loftus, prefazione di Dan Barker (Prometheus Books, 2010)
- Christian Missionary Activities Enquiry Committee (Madhya Pradesh, India), and Sita Ram Goel. 1998. Vindicated by time: the Niyogi Committee report on Christian missionary activities. New Delhi: Voice of India.
- The End of Christianity, a cura di John W. Loftus (Prometheus Books, 2011)
- The Historical Evidence for Jesus, di G. A. Wells (Prometheus Books, 1988)
- The Jesus Puzzle, di Earl Doherty (Age of Reason Publications, 1999)
- The Encyclopedia of Biblical Errancy, di C. Dennis McKinsey (Prometheus Books, 1995)
- Godless, di Dan Barker (Ulysses Press 2008)
- The Jesus Mysteries di Timothy Freke and Peter Gandy (Element 1999)
- The reason driven life di Robert M. Price (Prometheus Books, 2006)
- The Case Against Christianity di Michael Martin
- The case against the case for Christ di Robert M. Price (American atheist press, 2010)
- God, the failed hypothesis di Victor J. Stenger (Prometheus Books, 2007)
- Jesus never existed di Kenneth Humphreys (Iconoclast Press, 2005)

### Difensori del cristianesimo
- "The Jury Returns: A Juridical Defense of Christianity", John Warwick Montgomery. Un estratto da "Evidence for Faith" Chapter 6, Part 2 https://web.archive.org/web/20071201174627/http://www.mtio.com/articles/bissart1.htm
- "The Infidel Delusion" by Patrick Chan, Jason Engwer, Steve Hays, and Paul Manata https://web.archive.org/web/20120112123105/http://www.calvindude.com/ebooks/InfidelDelusion.pdf
- Atheist Delusions: The Christian Revolution and Its Fashionable Enemies, David Bentley Hart
- Dethroning Jesus, Darrell Bock, Daniel B. Wallace
- Jesus Among Other Gods, Ravi Zacharias
- Mere Christianity, C. S. Lewis
- Orthodoxy, G. K. Chesterton
- Reasonable Faith, William Lane Craig
- Reinventing Jesus,  J. Ed Komoszewski, M. James Sawyer, Daniel B. Wallace
- The Case for Christ, Lee Strobel
- The Dawkins Letters, David Robertson
- The Reason For God, Timothy J. Keller